# Poa iberica
Poa iberica är en gräsart som beskrevs av Fisch., C.A.Mey. och Avé-lall. Poa iberica ingår i släktet gröen, och familjen gräs. Inga underarter finns listade i Catalogue of Life.